# Compsopogonopsis fruticosa
Compsopogonopsis fruticosa, vrsta crvenih algi iz porodice Compsopogonaceae, danas je jedina priznata vrsta unutar roda Compsopogonopsis koji se vodi kao sinonim za Compsopogon. C. fruticosa je slatkovodna alga iz Kine.
Rodu Compsopogonopsis uključivana je i vrsta Compsopogonopsis leptoclados, sinonim za Compsopogon caeruleus.

## Sinonimi
- Compsopogon fruticosa C.-C.Jao 1941